# Liste von Satirezeitschriften
Als Satirezeitschrift wird eine Zeitschrift bezeichnet, die mit Satire, also den Stilmitteln der Spottdichtung und Karikatur, echte oder als solche wahrgenommene gesellschaftliche Missstände anprangert.

## Übersicht
| Name                                                                                     | Land                     | Erscheinungsort           | Erstausgabe | Einstellung | Kommentar                                                  |
| ---------------------------------------------------------------------------------------- | ------------------------ | ------------------------- | ----------- | ----------- | ---------------------------------------------------------- |
| Annals of Improbable Research                                                            | USA                      | Cambridge (Massachusetts) | 1994        | bis heute   |                                                            |
| Ayine                                                                                    | Osmanisches Reich        | Istanbul                  | 1921        | 1922        |                                                            |
| Bananenblatt                                                                             | Österreich               | Wien                      | 2010        | 2017        |                                                            |
| Berliner Wespen                                                                          | Deutschland              | Berlin                    | 1868        | 1891        | Vorläufer „Hamburger Wespen“, Nachfolger „Deutsche Wespen“ |
| Die Brennessel                                                                           | Deutschland              |                           | 1931        | 1938        |                                                            |
| Le Canard enchaîné                                                                       | Frankreich               | Paris                     | 1915        | bis heute   |                                                            |
| La caricature: revue morale, judiciaire, littéraire, artistique, fashionable et scénique | Frankreich               | Paris                     | 1830        | 1831        |                                                            |
| Le Charivari                                                                             | Frankreich               | Paris                     | 1832        | 1937        |                                                            |
| Charivari                                                                                | Deutschland              | Leipzig                   | 1842        | 1849        |                                                            |
| Charlie Hebdo                                                                            | Frankreich               | Paris                     | 1970        | 1981        |                                                            |
| Charlie Hebdo                                                                            | Frankreich               | Paris                     | 1992        | bis heute   |                                                            |
| Der Drache                                                                               | Deutschland              | Leipzig                   | 1919        | 1925        |                                                            |
| Dikobraz                                                                                 | Tschechoslowakei         | Prag                      | 1945        | 1990        |                                                            |
| Düsseldorfer Monathefte                                                                  | Deutschland              | Düsseldorf                | 1847        | 1861        |                                                            |
| L' Eclipse: journal hebdomadaire politique, satirique et illustré                        | Frankreich               | Paris                     | 1868        | 1877        |                                                            |
| Eine Zeitung                                                                             | Deutschland              | Bremen                    | 2005        | bis heute   |                                                            |
| Den neie Feierkrop                                                                       | Luxemburg                | Luxemburg                 | 1993        | 2018        |                                                            |
| Eipeldauer-Briefe                                                                        | Österreich               |                           | 1785        | 1821        |                                                            |
| Eulenspiegel                                                                             | Deutschland              |                           | 1848        | 1853        |                                                            |
| Eulenspiegel                                                                             | Deutschland              | Berlin                    | 1954        | bis heute   | Einziges Satiremagazin der DDR                             |
| Die Fackel                                                                               | Österreich               | Wien                      | 1899        | 1936        |                                                            |
| Fehldruck                                                                                | Deutschland              | Heidenheim                | 2015        | bis heute   |                                                            |
| Feral Tribune                                                                            | Kroatien                 | Split                     | 1993        | 2008        |                                                            |
| Figaro                                                                                   | Österreich               | Wien                      | 1857        | 1919        |                                                            |
| Fliegende Blätter                                                                        | Deutschland              | München                   | 1845        | 1944        |                                                            |
| Der Floh                                                                                 | Österreich               | Wien/Pest                 | 1869        | 1919        |                                                            |
| Frankfurter Latern                                                                       | Deutschland              | Frankfurt am Main         | 1860        | 1893        |                                                            |
| Frischer Wind                                                                            | SBZ/DDR                  | Berlin                    | 1946        | 1954        | Vorläufer des Eulenspiegel                                 |
| Fun                                                                                      | Großbritannien           | London                    | 1861        | 1901        |                                                            |
| Gırgır                                                                                   | Türkei                   | Istanbul                  | 1972        | 1989        |                                                            |
| Grönköpings Veckoblad                                                                    | Schweden                 |                           | 1902        |             |                                                            |
| Hackberg Post                                                                            | Deutschland              | Passau                    | 2016        | 2023        | ab 1/2018 (Heft 4) als Printausgabe                        |
| Hamburger Wespen                                                                         | Deutschland              | Hamburg                   | 1862        | 1868        |                                                            |
| Hara-Kiri                                                                                | Frankreich               | Paris                     | 1960        | 1985        |                                                            |
| Hara-Kiri Hebdo                                                                          | Frankreich               | Paris                     | 1969        | 1970        | Nachfolger „Charlie Hebdo“                                 |
| Help!                                                                                    | USA                      | Philadelphia              | 1960        | 1965        |                                                            |
| The Harvard Lampoon                                                                      | USA                      | Cambridge (Massachusetts) | 1876        | bis heute   |                                                            |
| Humbug                                                                                   | USA                      |                           | 1957        | 1958        |                                                            |
| Der Humorist                                                                             | Österreich               | Wien                      | 1837        | 1926        |                                                            |
| Humoristické listy                                                                       | Böhmen, Tschechoslowakei | Prag                      | 1858        | 1941        |                                                            |
| Humoristische Blätter                                                                    | Österreich               | Wien                      | 1873        | 1900        |                                                            |
| Glühlichter                                                                              | Österreich               | Wien                      | 1899        | 1915        |                                                            |
| Journal du Jeudi                                                                         | Burkina Faso             | Ouagadougou               | 1991        | bis heute   |                                                            |
| Kaputt                                                                                   | Deutschland              |                           | 1975        | 1982        | als Konkurrenz zu Mad konzipiert                           |
| Karagöz                                                                                  | Türkei                   | Istanbul                  | 1908        | 1951        |                                                            |
| Kikeriki                                                                                 | Österreich               | Wien                      | 1861        | 1933        |                                                            |
| Kladderadatsch                                                                           | Deutschland              | Berlin                    | 1848        | 1944        |                                                            |
| Kowalski                                                                                 | Deutschland              |                           | 1987        | 1993        |                                                            |
| Krokodil                                                                                 | Russland                 | Moskau                    | 1922        | 2000        |                                                            |
| Kurzier                                                                                  | Österreich               | Wien                      | 2019        | bis heute   |                                                            |
| Lachen links                                                                             | Deutschland              | Berlin                    | 1924        | 1927        |                                                            |
| Leuchtkugeln                                                                             | Deutschland              | München                   | 1848        | 1851        |                                                            |
| Die Leuchtrakete                                                                         | Österreich               | Wien                      | 1923        | 1934        |                                                            |
| Lustige Blätter                                                                          | Deutschland              | Berlin                    | 1886        | 1944        |                                                            |
| Mad                                                                                      | USA                      |                           | 1952        | bis heute   |                                                            |
| Marc’Aurelio                                                                             | Italien                  | Rom                       | 1931        | 1958        |                                                            |
| Mongolia                                                                                 | Spanien                  | Madrid                    | 2012        | bis heute   |                                                            |
| Die Morgenpost                                                                           | Österreich               | Salzburg                  | 2016        | bis heute   |                                                            |
| Münchener Punsch                                                                         | Deutschland              | München                   | 1848        | 1871        |                                                            |
| National Lampoon                                                                         | USA                      |                           | 1970        | 1998        |                                                            |
| Nebelspalter                                                                             | Schweiz                  |                           | 1875        | bis heute   |                                                            |
| Neue Spezial                                                                             | Deutschland              |                           | 1993        | 1995        |                                                            |
| Nie                                                                                      | Polen                    | Warschau                  | 1990        | bis heute   |                                                            |
| pardon                                                                                   | Deutschland              | Frankfurt am Main         | 1962        | 1982        |                                                            |
| Private Eye                                                                              | Großbritannien           | London                    | 1961        | bis heute   |                                                            |
| Propria Cures                                                                            | Niederlande              | Amsterdam                 | 1890        | bis heute   |                                                            |
| Puck                                                                                     | USA                      | New York                  | 1871        | 1918        |                                                            |
| Punch                                                                                    | Großbritannien           | London                    | 1841        | 1992        |                                                            |
| The Realist                                                                              | USA                      |                           | 1958        | 2001        |                                                            |
| Satirische Chronik von Wien                                                              | Österreich               | Wien                      | 1848        | 1848(?)     |                                                            |
| Der Scherer – erstes illustriertes Tiroler Witzblatt                                     | Österreich               | Innsbruck, Linz und Wien  | 1899        | 1906        |                                                            |
| La Scie                                                                                  | Frankreich               | Paris                     | 1872        | 1873        |                                                            |
| Simplicissimus                                                                           | Deutschland              | München                   | 1896        | 1944        |                                                            |
| Simplicissimus                                                                           | Deutschland              | München                   | 1954        | 1967        |                                                            |
| Spy                                                                                      | USA                      | New York                  | 1986        | 1998        |                                                            |
| Strekosa                                                                                 | Russisches Reich         | Sankt Petersburg          | 1875        | 1918        | Pause zwischen 1908 und 1915                               |
| Süddeutscher Postillon                                                                   | Deutschland              | München                   | 1882        | 1910        |                                                            |
| Szpilki                                                                                  | Polen                    | Warschau                  | 1935        | 1994        |                                                            |
| Svikmøllen                                                                               | Dänemark                 |                           | 1915        |             |                                                            |
| Der Tintenfisch                                                                          | Deutschland              | Saarland                  | 1948        | 1953        |                                                            |
| Der Tiroler Wastl                                                                        | Österreich               | Innsbruck                 | 1900        | 1917        |                                                            |
| The Watley Review                                                                        | USA                      |                           | ?           | bis heute   |                                                            |
| Titanic                                                                                  | Deutschland              | Frankfurt am Main         | 1979        | bis heute   |                                                            |
| Trump                                                                                    | USA                      |                           | 1957        | 1957        |                                                            |
| Towfiq                                                                                   | Iran                     | Teheran                   | 1923        | 1971        |                                                            |
| Ulenspiegel                                                                              | Deutschland              | Berlin                    | 1945        | 1950        |                                                            |
| Ulk                                                                                      | Deutschland              | Hamburg                   | 1872        | 1933        |                                                            |
| Il Vernacoliere                                                                          | Italien                  | Livorno                   | 1982        | bis heute   |                                                            |
| Viz                                                                                      | Großbritannien           | London                    | 1979        | bis heute   |                                                            |
| Der wahre Jacob                                                                          | Deutschland              | Stuttgart                 | 1879        | 1933        |                                                            |
| Watzmann                                                                                 | Österreich               |                           | 1982        | 1985        |                                                            |
| Weekly World News                                                                        | USA                      |                           | 1979        | 2007        |                                                            |
| Das Wespennest                                                                           | Deutschland              | Stuttgart                 | 1946        | 1949        | Erste westdeutsche Nachkriegssatirezeitschrift             |
| Wiener Katzen-Musik                                                                      | Österreich               | Wien                      | 1848        |             |                                                            |